# Oleg Wladimirowitsch Owsjannikow
Oleg Wladimirowitsch Owsjannikow (russisch Олег Владимирович Овсянников, * 23. Januar 1970 in Moskau, Sowjetunion) ist ein ehemaliger russischer Eiskunstläufer, der im Eistanz für die Sowjetunion und Russland startete.
Im Alter von vier Jahren erkrankte Owsjannikow an einer Lungenentzündung. Nachdem er sich davon erholt hatte, rieten die Ärzte seinen Eltern ihn zu irgendeiner sportlichen Betätigung, am besten an der frischen Luft. So kam er zum Eislaufen. Mit zehn Jahren wechselte er vom Einzellauf zum Eistanz. Owsjannikow war einer der letzten Schüler von Ljudmila Pachomowa. An der Seite von Maria Orlowa gewann er 1988 die Juniorenweltmeisterschaft. Mit Jelena Kustarowa stand er 1993 und 1994 auf dem Podium bei den russischen Eistanzmeisterschaften.
Ab der Saison 1994/1995 war Anschelika Krylowa seine Eistanzpartnerin. Trainiert wurde das Paar in Newark, Delaware von den Eistanz-Olympiasiegern 1980, Natalja Linitschuk und Gennadi Karponossow. Krylowa und Owsjannikow wurden auf Anhieb russische Meister. Bei ihrem Debüt bei Europameisterschaften gewannen sie die Bronzemedaille und bei ihrem Weltmeisterschaftsdebüt belegten sie den fünften Platz.
Bei den Europameisterschaften 1996, 1997 und 1998, den Weltmeisterschaften 1996 und 1997 und den Olympischen Spielen gewannen Krylowa und Owsjannikow stets die Silbermedaille hinter ihren Landsleuten Oxana Grischtschuk und Jewgeni Platow. Nach deren Rücktritt gewannen sie bei der Weltmeisterschaft 1998 in Minneapolis ihren ersten Titel. 1999 wurden sie in Prag Europameister und verteidigten in Helsinki ihren Weltmeisterschaftstitel. Es waren ihre letzten Wettbewerbe, da Ärzte in der Vorbereitung auf die neue Saison Krylowa zum Karriereende rieten, da sie aufgrund bestehender Rückenprobleme Gefahr lief, Lähmungen davonzutragen. Krylowa riet Owsjannikow seine Karriere mit einer anderen Läuferin fortzusetzen, was er allerdings ablehnte. Nach einem Jahr Pause liefen beide zusammen bei den Profis.
Owsjannikow arbeitete als Trainer in Newark, New Jersey, zusammen mit seiner Ehefrau Anschelika Kirchmaijer, einer russischen Eistänzerin, die 1989 die Juniorenweltmeisterschaft gewonnen hatte. Ihre gemeinsame Tochter kam 2006 zur Welt. Im Jahr 2007 wurde Owsjannikow vom russischen Verband zum Cheftrainer der nationalen Synchroneiskunstlaufformation ernannt.

## Ergebnisse

### Eistanz
(mit Anschelika Krylowa)
| Wettbewerb / Jahr         | 1995 | 1996 | 1997 | 1998 | 1999 |
| ------------------------- | ---- | ---- | ---- | ---- | ---- |
| Olympische Winterspiele   |      |      |      | 2.   |      |
| Weltmeisterschaften       | 5.   | 2.   | 2.   | 1.   | 1.   |
| Europameisterschaften     | 3.   | 2.   | 2.   | 2.   | 1.   |
| Russische Meisterschaften | 1.   | 2.   |      | 1.   | 1.   |

Z = Zurückgezogen
(mit Jelena Kustarowa)
| Wettbewerb / Jahr           | 1992 | 1993 | 1994 |
| --------------------------- | ---- | ---- | ---- |
| Sowjetische Meisterschaften | 4.   |      |      |
| Russische Meisterschaften   |      | 2.   | 3.   |

(mit Maria Orlowa)
| Wettbewerb / Jahr           | 1988 |
| --------------------------- | ---- |
| Juniorenweltmeisterschaften | 3.   |